# Esmark (Mittelangeln)
Esmark ist ein Ortsteil der Gemeinde Mittelangeln im Kreis Schleswig-Flensburg in Schleswig-Holstein.

## Geographie
Der Ort liegt auf der Halbinsel Angeln, 16 km südöstlich von Flensburg und 16 km westlich von Kappeln. Die Landesstraße 22 verläuft von Sörup über Esmark nach Triangel zur Bundesstraße 201.

## Geschichte
Bei der Gebietsreform 1970 wurde die einstmals eigenständige Gemeinde Esmark in die Gemeinde Satrup eingemeindet. Durch den Zusammenschluss Satrups mit Havetoftloit und Rüde wurde der Ort am 1. März 2013 ein eigenständiger Ortsteil von Mittelangeln.